# Bahnhof Wickrath
Der Bahnhof Wickrath im Mönchengladbacher Stadtteil Wickrath liegt an der Bahnstrecke Aachen–Mönchengladbach. Er wird stündlich von der Rhein-Niers-Bahn zwischen Essen-Steele und Aachen Hauptbahnhof bedient.

## Geschichte

Zwei Formsignale an den Ausweichgleisen im nördlichen Teil des Bahnhofs. Dahinter das Fahrdienstleiterstellwerk Wf an der Jahnstraße.

Im August 1846 erteilte die Preußische Regierung der Aachen-Neuß-Düsseldorfer Eisenbahn-Gesellschaft eine Konzession zum Bau einer Strecke von Aachen über Gladbach nach Düsseldorf. Zum Bau eines Bahnhofs in Wickrath wurde eine große Ackerfläche von der damals ansässigen Familie von Friedrich Wilhelm Koch erworben. Im Herbst 1851 wurde mit der Bebauung des Geländes begonnen. Die Strecke wurde am 11. November 1852 eröffnet, das Empfangsgebäude des Bahnhofs Wickrath wurde im Herbst 1853 fertiggestellt und 1863 erweitert. Es enthielt einen Wartesaal und einen Raum für die Fahrkartenausgabe. Schon 1852 war außerdem die Verpachtung eines Restaurants ausgeschrieben, dessen Existenz im Jahr 1880 als gesichert gilt.
Die ehemaligen Gleisanlagen und Gebäude zur Güterverladung wurden Anfang der 2000er Jahre zurückgebaut, an ihrer Stelle befindet sich heute ein Norma-Supermarkt. In Richtung Rheydt blieben zunächst drei Ausweichgleise des Bahnhofs erhalten. Der Bahnhof war bis Ende 2007 mit Formsignalen ausgerüstet, der Betrieb wurde von den mechanischen Stellwerken Wf und Ws gesteuert. Seit Anschluss des Streckenabschnitts an das ESTW Grevenbroich sind die Stellwerke außer Funktion und die Formsignale wurden durch Ks-Signale ersetzt. Da außerdem sämtliche Weichen des Bahnhofs entfernt wurden, handelt es sich seitdem um einen Haltepunkt. Lediglich ein Teilstück eines Ausweichgleises am nördlichen Bahnhofsende blieb als Stumpfgleis erhalten, dieses gehört jetzt zum Bahnhofsteil Rheydt Gbf des Rheydter Hauptbahnhofs.
Der Bahnhof besaß früher einen Zwischenbahnsteig für Züge Richtung Aachen, der überwacht werden musste, da nur ein höhengleicher Zugang vom Hausbahnsteig über Gleis 1 existierte. Außerdem war aus demselben Grund während des Halts eines Zuges Richtung Aachen kein Zugverkehr auf dem Gleis in Richtung Mönchengladbach gestattet. Mit Inbetriebnahme eines neuen Außenbahnsteigs am 27. Oktober 2011 wurde der Zwischenbahnsteig außer Betrieb gesetzt und der niveaugleiche Übergang durch einen Zaun gesperrt. Anfang 2012 wurde der Zwischenbahnsteig zurückgebaut.
Das Empfangsgebäude des ehemaligen Bahnhofs Wickrath ist erhalten geblieben, wird jedoch nicht mehr als solches genutzt. 2015 kaufte die Arbeiterwohlfahrt (AWO) das Empfangsgebäude. Es sollte für drei Millionen Euro (zum Teil Fördergelder) in eine Bildungs- und Begegnungsstätte umgebaut werden. Bis 2018 wurde das Gebäude von der AWO unsaniert an einen privaten Investor verkauft, dem jedoch eine Idee für eine weitere Nutzung fehlt.

## Umbau des Wickrather Bahnhofs
| Jahr      | Maßnahme                                        | Details |
| --------- | ----------------------------------------------- | --- |
| 2010–2011 | Erster Umbau des Außenbahnsteigs                | - Verlängerung auf ~170 m - Neue Zugangswege von der Rheindahlener Straße - Fertigstellung geplant für Januar 2011          |
| ab 2017   | Modernisierung für den Rhein-Ruhr-Express (RRX) | - Barrierefreier Ausbau - Bahnsteigverlängerung auf 220 m - Höhenanpassung auf 76 cm - Geplanter Zugang über Trompeterallee |
| 2024      | Verzögerungen bei begleitenden Maßnahmen        | - Schallschutzwände noch nicht fertiggestellt - Teilweise unklare Zeitplanung                                               |

## Heutige Situation
Anfang 2008 wurden Pläne des VRR, der Deutschen Bahn und des nordrhein-westfälischen Verkehrsministeriums bekannt, den Haltepunkt umzubenennen. Sein neuer Name soll Mönchengladbach-Wickrath lauten. Der Haltepunkt Wickrath besitzt zwei Außenbahnsteige, einer davon ist ein Hausbahnsteig. Er wird durch die Regionalbahn RB 33 bedient:
| Linie | Linienverlauf | Takt   |
| ----- | --- | ------ |
| RB 33 | Rhein-Niers-Bahn: Essen-Steele – Essen Hbf – Essen West – Mülheim (Ruhr) Hbf – Mülheim (Ruhr)-Styrum – Duisburg Hbf – Duisburg-Hochfeld Süd – Rheinhausen Ost – Rheinhausen – Krefeld-Hohenbudberg Chempark – Krefeld-Uerdingen – Krefeld-Linn – Krefeld-Oppum – Krefeld Hbf – Forsthaus – Anrath – Viersen – Mönchengladbach Hbf – Rheydt Hbf – Wickrath – Herrath – Erkelenz – Hückelhoven-Baal – Brachelen – Lindern – Geilenkirchen – Übach-Palenberg – Herzogenrath – Kohlscheid – Aachen West – Aachen Schanz – Aachen Hbf Stand: Fahrplanwechsel Juni 2022 | 60 min |

Außerdem halten montags bis freitags morgens vier Regionalexpress-Züge außerhalb des Regeltaktes Richtung Düsseldorf und entsprechend nachmittags vier Züge aus Richtung Düsseldorf in Wickrath.
Im Zuge des geplanten RRX, der im Bedarfsfall auch in Wickrath halten würde, wurde der Bahnhof im Sommer 2018 einer umfassenden Modernisierung unterzogen: der Hausbahnsteig wurde für barrierefreies Einsteigen angehoben. Der Außenbahnsteig wurde verlängert und erhielt einen zweiten Zugang.